# 坎德拉里亚 (特内里费岛)
坎德拉里亚（西班牙語：Candelaria）是西班牙加那利群岛中特内里费岛东北部的一個市镇。2014年的统计结果显示，坎德拉里亚的面积为49.53平方公里，拥有26,543人口，人口密度为535.90人/平方公里。坎德拉里亚的来访者主要为到坎德拉里亚圣殿（加那利群岛的守护神）朝圣的天主教徒。

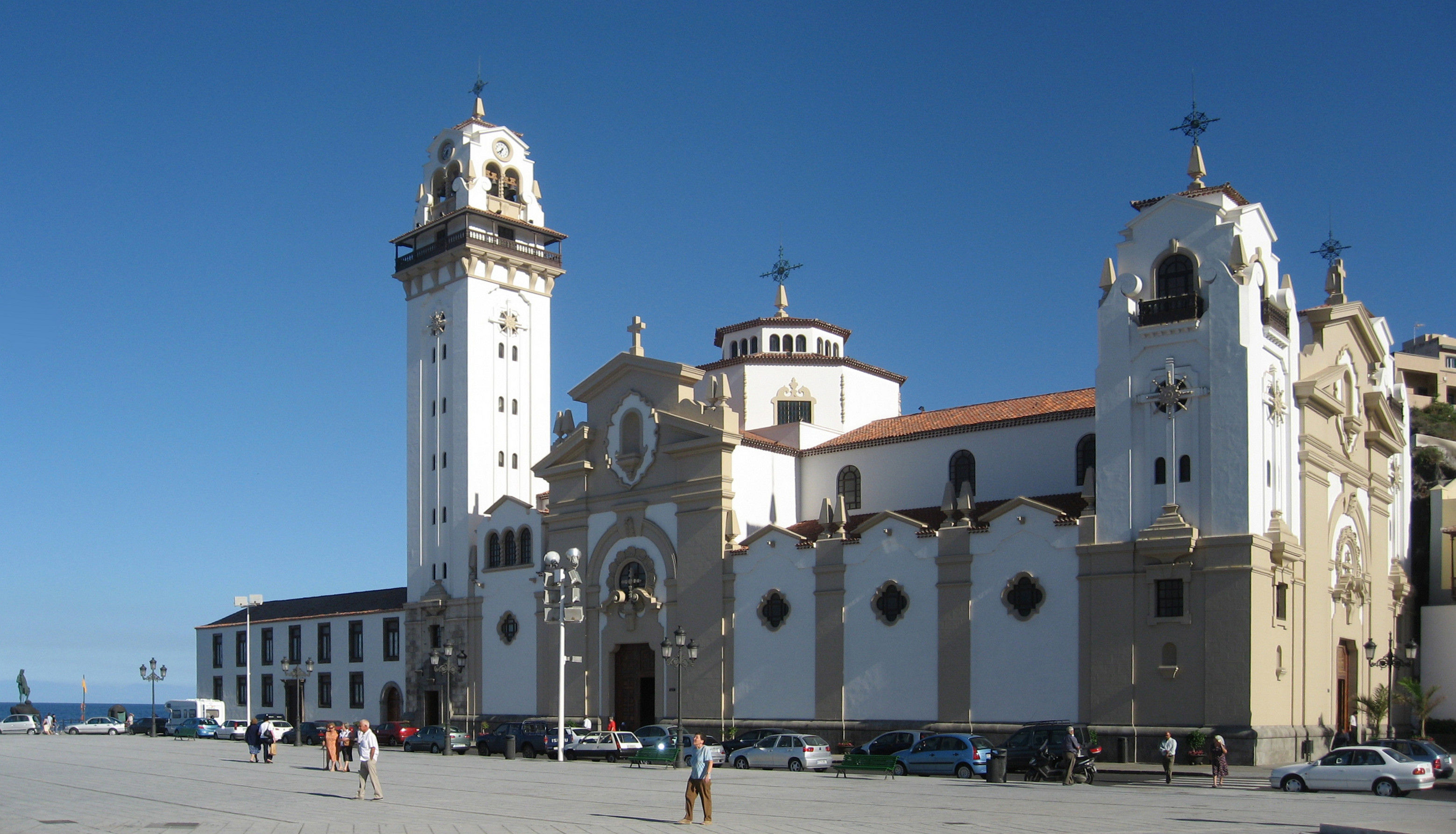
坎德拉里亚圣殿

## 外部連結
- 官方网站  （西班牙文）